# 太田聰一
太田 聰一（おおた そういち、1964年 - ）は、日本の経済学者。慶應義塾大学経済学部教授。専門は、労働経済学。

## 経歴
1964年、京都府京都市出身。洛南高等学校を経て1987年に京都大学経済学部を卒業、京都大学大学院経済学研究科博士前期課程を1989年に修了。その後、ロンドン・スクール・オブ・エコノミクス大学院に留学。最終取得学位はPh.D. (Economics, London School of Economics)。
1994年に名古屋大学に入職し、名古屋大学経済学部で助手、講師、助教授を務め、2004年に名古屋大学大学院経済学研究科教授となる。2005年に慶應義塾大学経済学部教授に就任。

## 賞詞
- 冲永賞（第18回）〈論文部門〉
- エコノミスト賞（第51回）
- 日経・経済図書文化賞（第54回、2011年度）

## 著書
- 「もの造りの技能―自動車産業の職場で」（小池和男、中馬宏之との共著）- 東洋経済新報社（2001年）
- 「労働経済学入門」（橘木俊詔との共著）- 有斐閣（2004年）
- 「NLAS マクロ経済学」（齊藤誠、岩本康志、柴田章久との共著）- 有斐閣（2010年）
- 「若年者就業の経済学」- 日本経済新聞出版社（2010年）- 日経・経済図書文化賞受賞（第54回、2011年度）